# Nicola Spirig
Nicola Spirig (Bülach, 7 de febrero de 1982) es una deportista suiza que compite en triatlón. Está casada con el triatleta Reto Hug. 
Participó en cinco Juegos Olímpicos de Verano, obteniendo la medalla de oro en Londres 2012 y la de plata en Río de Janeiro 2016 en la prueba femenina. En los Juegos Europeos de Bakú 2015 consiguió una medalla de oro. 
Ganó una medalla de plata en el Campeonato Mundial de Triatlón de 2010, dos medallas en el Campeonato Mundial de Triatlón por Relevos Mixtos, en los años 2010 y 2011, y nueve medallas en el Campeonato Europeo de Triatlón entre los años 2007 y 2018. Además, obtuvo una medalla de oro en el Campeonato Europeo de Triatlón de Media Distancia de 2021.

## Palmarés internacional
| Juegos Olímpicos                      | Juegos Olímpicos        | Juegos Olímpicos  | Juegos Olímpicos |
| Año                                   | Lugar                   | Medalla           | Prueba           |
| ------------------------------------- | ----------------------- | ----------------- | ---------------- |
| 2012                                  | Londres (Reino Unido)   | Medalla de oro    | Individual       |
| 2016                                  | Río de Janeiro (Brasil) | Medalla de plata  | Individual       |
| Campeonato Mundial                    |                         |                   |                  |
| Año                                   | Lugar                   | Medalla           | Prueba           |
| 2010                                  | Budapest (Hungría)      | Medalla de plata  | Individual       |
| Campeonato Mundial por Relevos Mixtos |                         |                   |                  |
| Año                                   | Lugar                   | Medalla           | Prueba           |
| 2010                                  | Lausana (Suiza)         | Medalla de oro    | Relevo mixto     |
| 2011                                  | Lausana (Suiza)         | Medalla de plata  | Relevo mixto     |
| Juegos Europeos                       |                         |                   |                  |
| Año                                   | Lugar                   | Medalla           | Prueba           |
| 2015                                  | Bakú (Azerbaiyán)       | Medalla de oro    | Individual       |
| Campeonato Europeo                    |                         |                   |                  |
| Año                                   | Lugar                   | Medalla           | Prueba           |
| 2007                                  | Copenhague (Dinamarca)  | Medalla de bronce | Individual       |
| 2009                                  | Holten (Países Bajos)   | Medalla de oro    | Individual       |
| 2010                                  | Athlone (Irlanda)       | Medalla de oro    | Individual       |
| 2012                                  | Eilat (Israel)          | Medalla de oro    | Individual       |
| 2014                                  | Kitzbühel (Austria)     | Medalla de oro    | Individual       |
| 2015                                  | Ginebra (Suiza)         | Medalla de oro    | Individual       |
| 2015                                  | Ginebra (Suiza)         | Medalla de plata  | Relevo mixto     |
| 2018                                  | Glasgow (Reino Unido)   | Medalla de oro    | Individual       |
| 2018                                  | Glasgow (Reino Unido)   | Medalla de plata  | Relevo mixto     |

| Campeonato Europeo | Campeonato Europeo | Campeonato Europeo | Campeonato Europeo |
| Año                | Lugar              | Medalla            | Prueba             |
| ------------------ | ------------------ | ------------------ | ------------------ |
| 2021               | Walchsee (Austria) | Medalla de oro     | Individual         |